# Polygala saprophytica
Polygala saprophytica är en jungfrulinsväxtart som beskrevs av Chod. och Grondona. Polygala saprophytica ingår i släktet jungfrulinssläktet, och familjen jungfrulinsväxter. Inga underarter finns listade i Catalogue of Life.